# Anodocheilus lenorae
Anodocheilus lenorae är en skalbaggsart som beskrevs av Young 1974. Anodocheilus lenorae ingår i släktet Anodocheilus och familjen dykare. Inga underarter finns listade i Catalogue of Life.